# Dents du Midi
Die Dents du Midi bilden eine Bergkette in den Alpen des Chablais Valaisan, nordwestlich von Martigny im Kanton Wallis, Schweiz. Die drei Kilometer lange Bergkette umfasst sieben etwa gleich hohe Felsgipfel, nämlich von Nordost nach Südwest Cime de l’Est (3179 m ü. M.), Forteresse (3165 m ü. M.), Cathédrale (3160 m ü. M.), Eperon (3114 m ü. M.), Dent Jaune (3187 m ü. M.), les Doigts (3210 m ü. M.) und Haute Cime (mit 3258 m ü. M. die höchste Erhebung).

## Geschichte
Der Gebirgszug war bis Ende des 19. Jh. auch als Dents des Tsallen bekannt. Auch andere Gipfel hatten Namen als die heute üblichen. Les Doigts de Champéry wurden zu Les Doigts und der Dent Jaune (Gelber Zahn) wurde lange noch Dent Rouge (Roter Zahn) genannt. Die Cime de l'Est hiess bis 1636 Mont de Novierre, doch nach zwei Erdrutschen wurde er in Mont Saint Michael umbenannt. Die Cime de l'Est wurde zum ersten Mal von Nicolas Delez und 5 weiteren Bergsteigern  im Jahre 1842 erklommen. Die Erstbesteigung der Haute Cime, gelang 1784 Jean-Maurice Clement, dem Vikar von Val-d’Illiez.

## Geographie
Die Südostflanke der Dents du Midi fällt steil zum Talboden des auf nur 440 m liegenden Rhonetals ab. Zusammen mit der östlich (rechts) der Rhone gelegenen Dent de Morcles bilden die Dents du Midi das Tor zum Wallis, dazwischen verläuft der markante Taldurchbruch der Rhone.
Am Südosthang der Dents du Midi, nur wenig unterhalb des Gipfelkammes, befindet sich der kleine Gletscher Plan Névé, am Südfuss die ausgedehnte Alp Salanfe mit dem Stausee Lac de Salanfe auf 1925 m ü. M.
Am Fuss der sehr steilen Nordwestflanke (Höhenstufe von bis zu 800 m) befinden sich ebenfalls einige kleine Eisfelder (darunter Glacier de Chalin und Glacier de Soi), die zum Einzugsgebiet des Val d’Illiez gehören. Im Felsbereich der Nordflanke sind die Deckenstrukturen des Helvetikums gut sichtbar. Vom Col de Susanfe, einem Passübergang südlich der Haute Cime, führt ein Bergwanderweg (für erfahrene Bergwanderer) auf deren Gipfel.

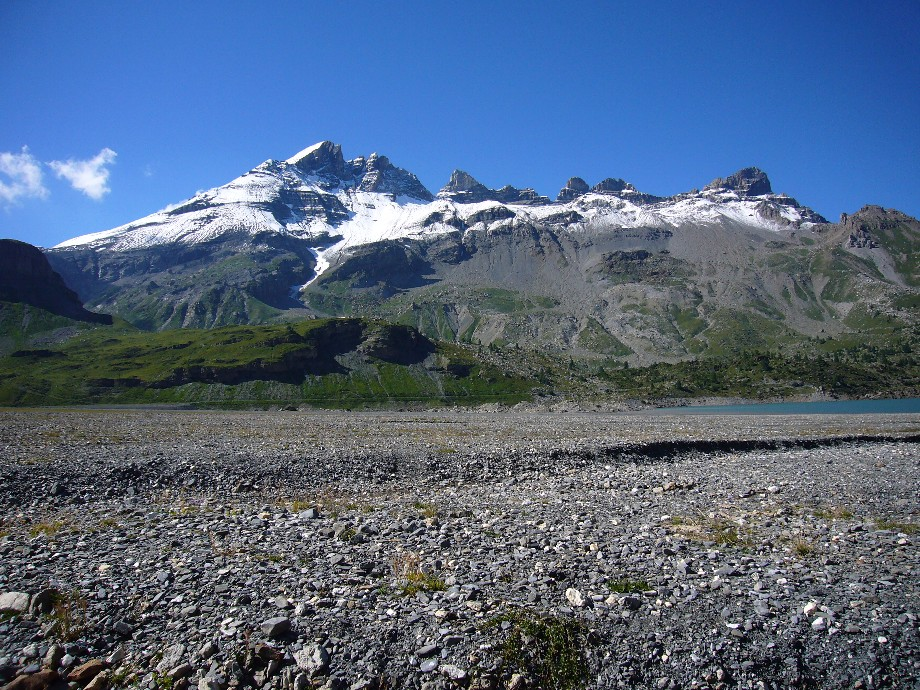
Dents du Midi aus Südost
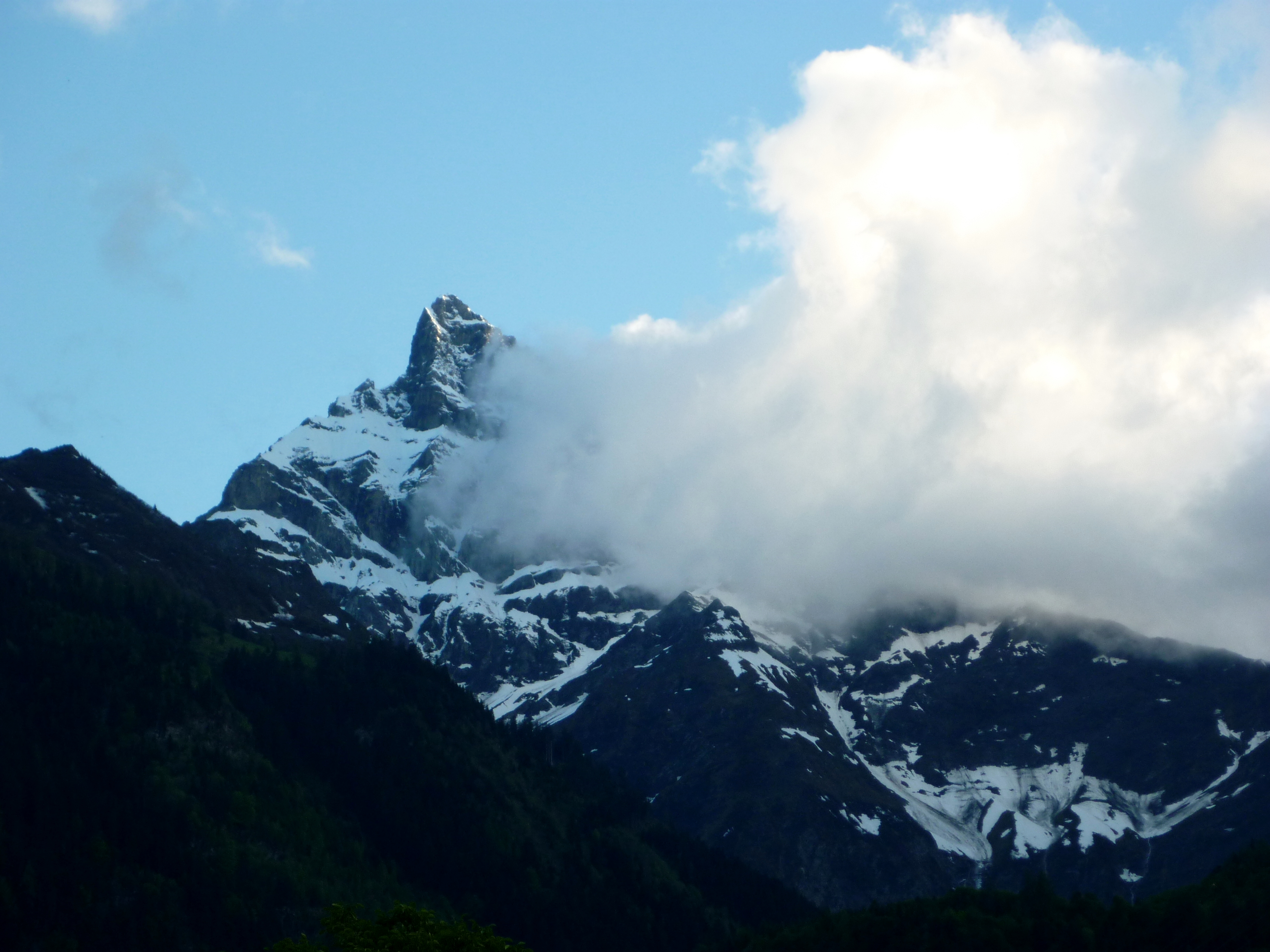
Cime de l’Est

## Alpine Hütten
- Cabane de Susanfe (2102 m ü. M.) ⊙
- Bivouac du col de Susanfe (2460 m ü. M.), unbewartet ⊙[3]
- Cabane d’Antème (2032 m ü. M.) ⊙[4]
- Refuge des Dents du Midi (2884 m ü. M.), unbewartet ⊙[5]
- Refuge de Chalin (2595 m ü. M.), unbewartet ⊙
- Refuge de Valerette (2045 m ü. M.), unbewartet ⊙[6]

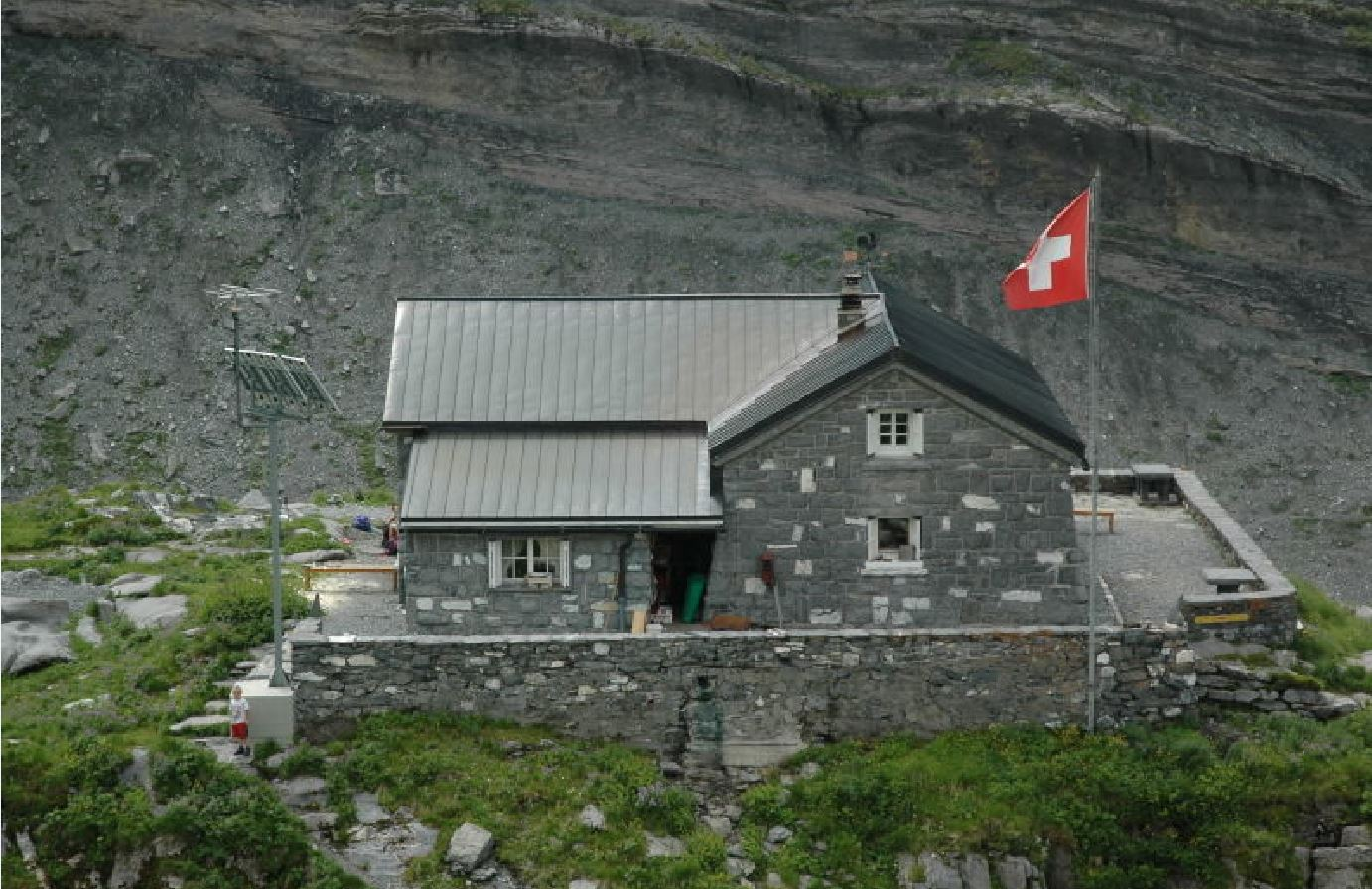
Cabane de Susanfe
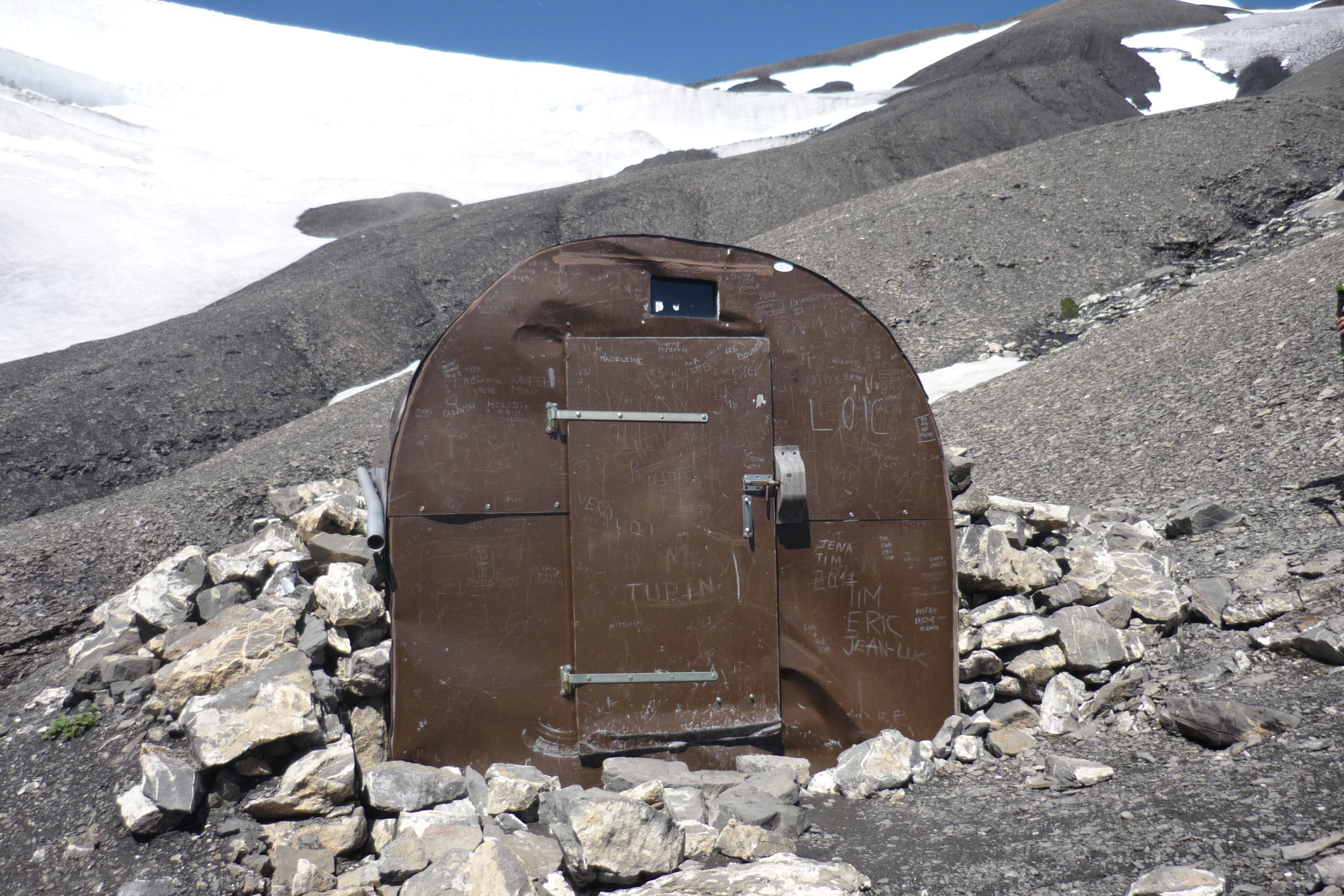
Bivouac du col de Susanfe
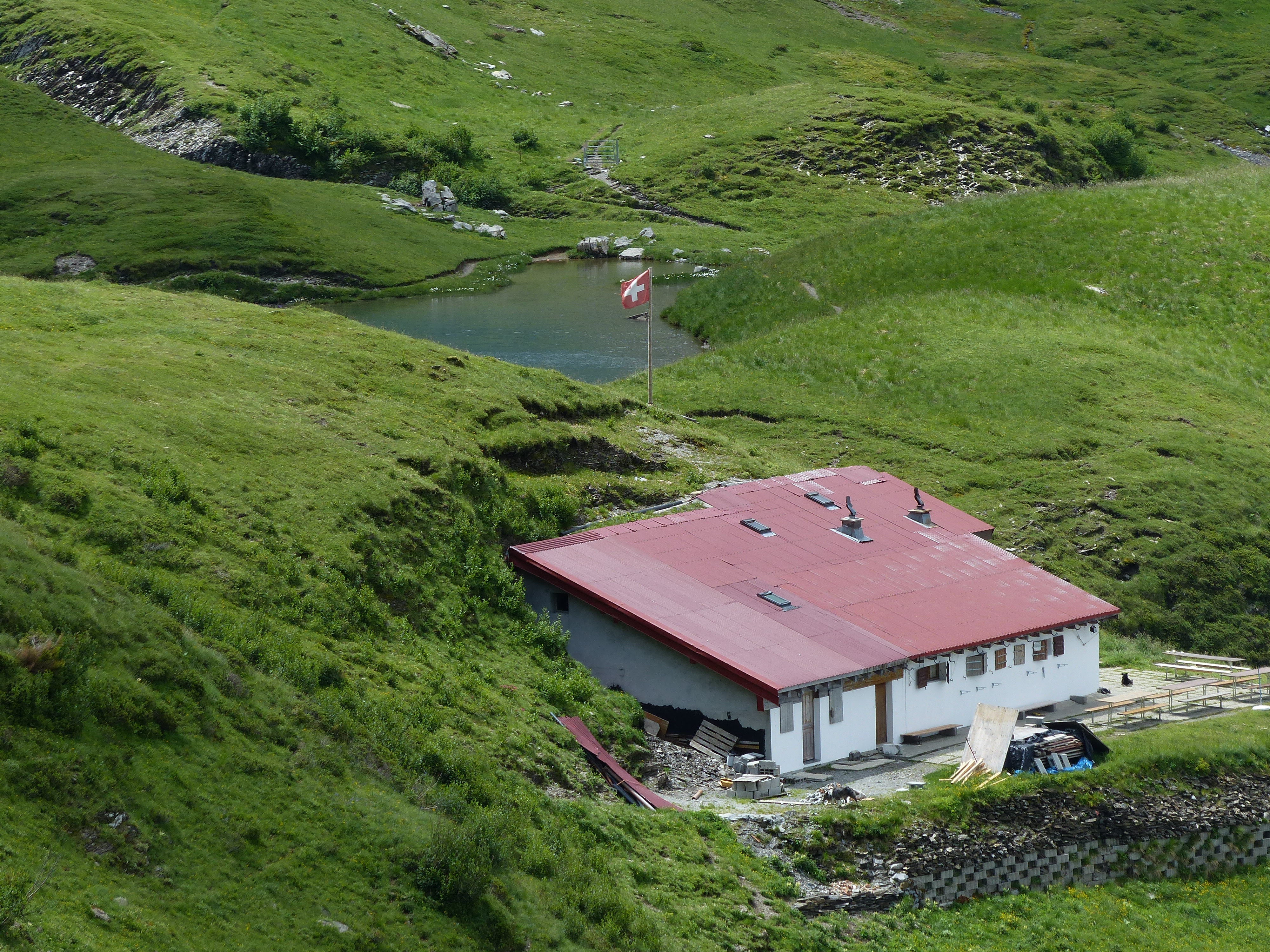
Cabane d’Anthème
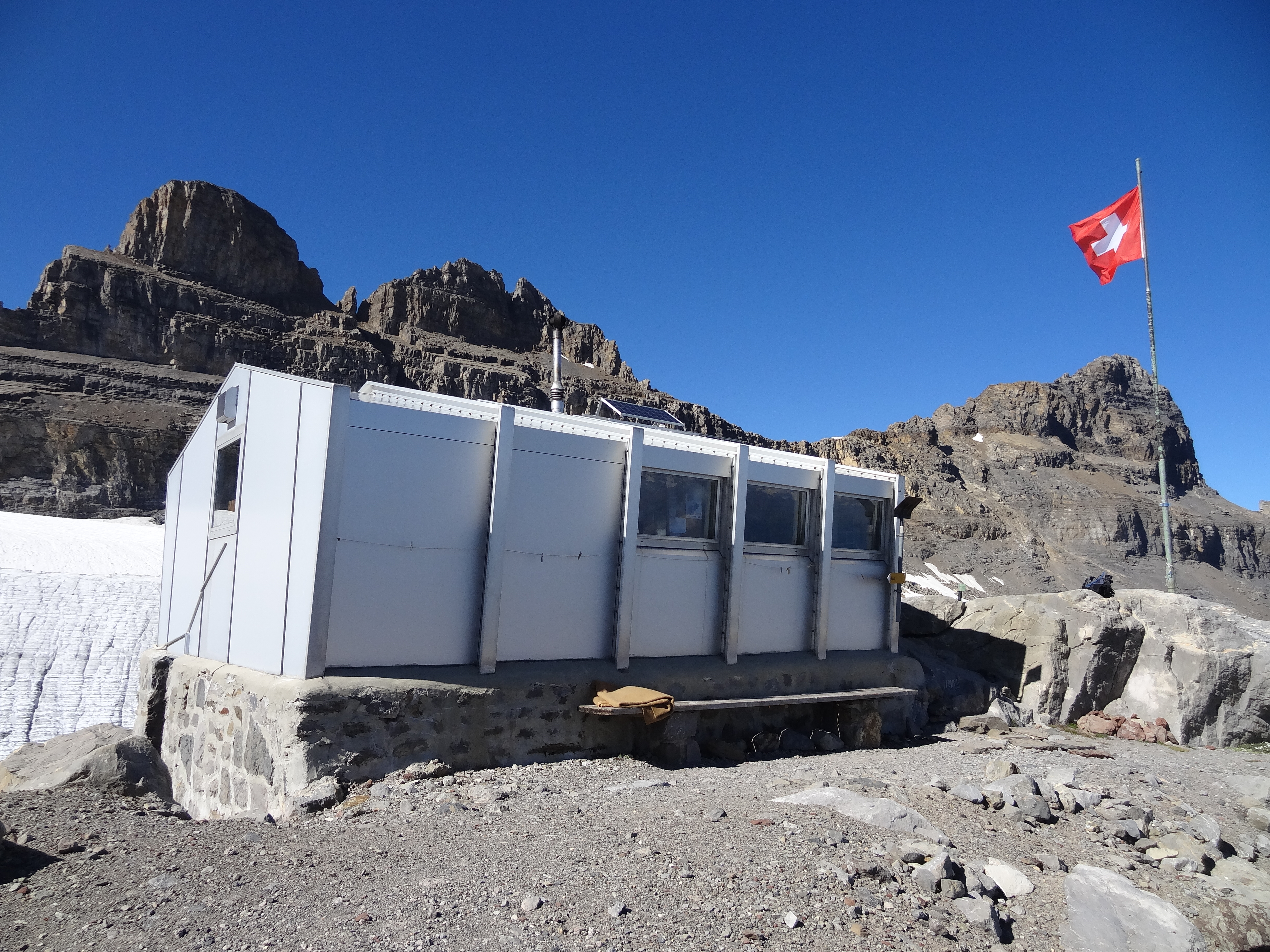
Refuge des Dents du Midi
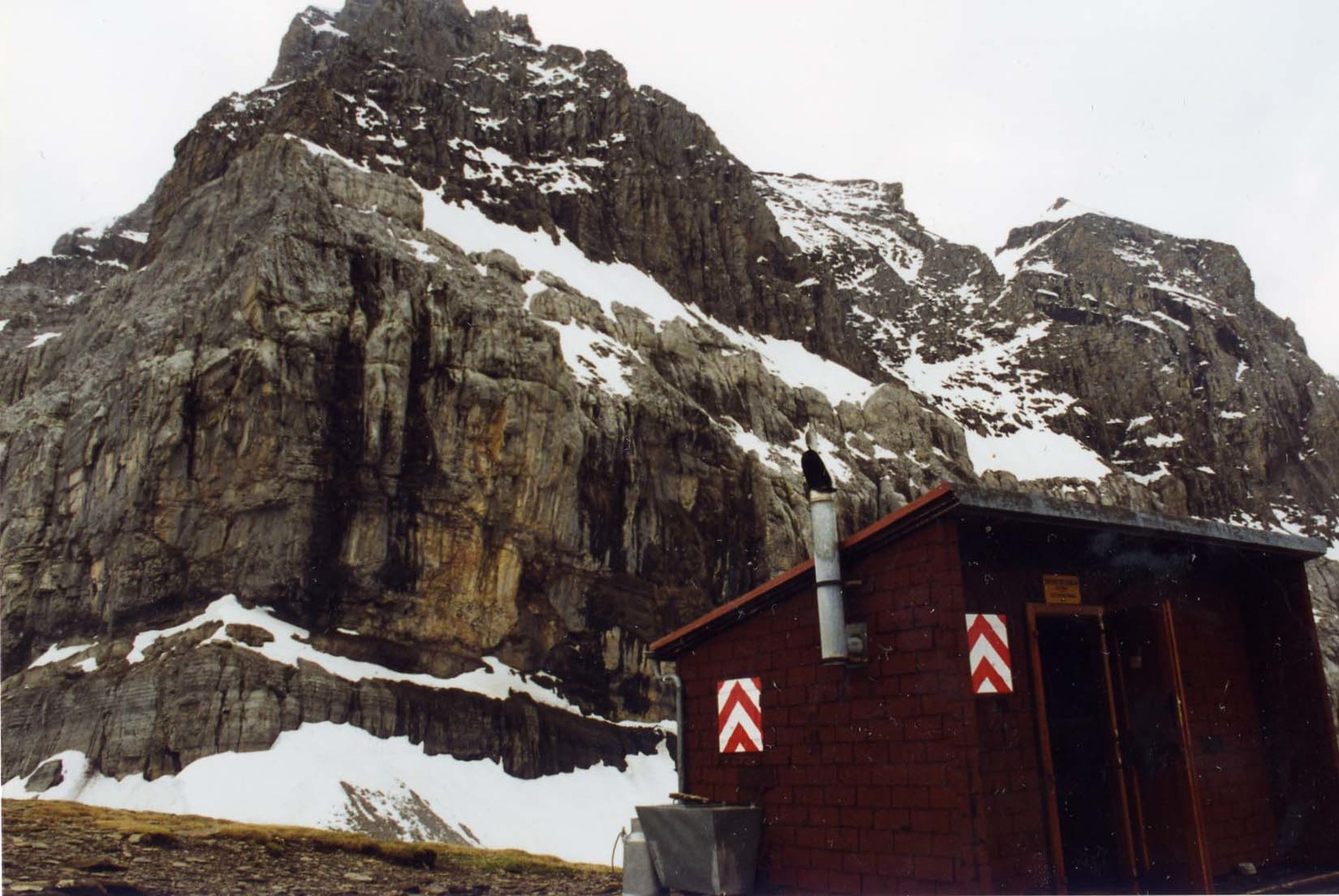
Refuge de Chalin
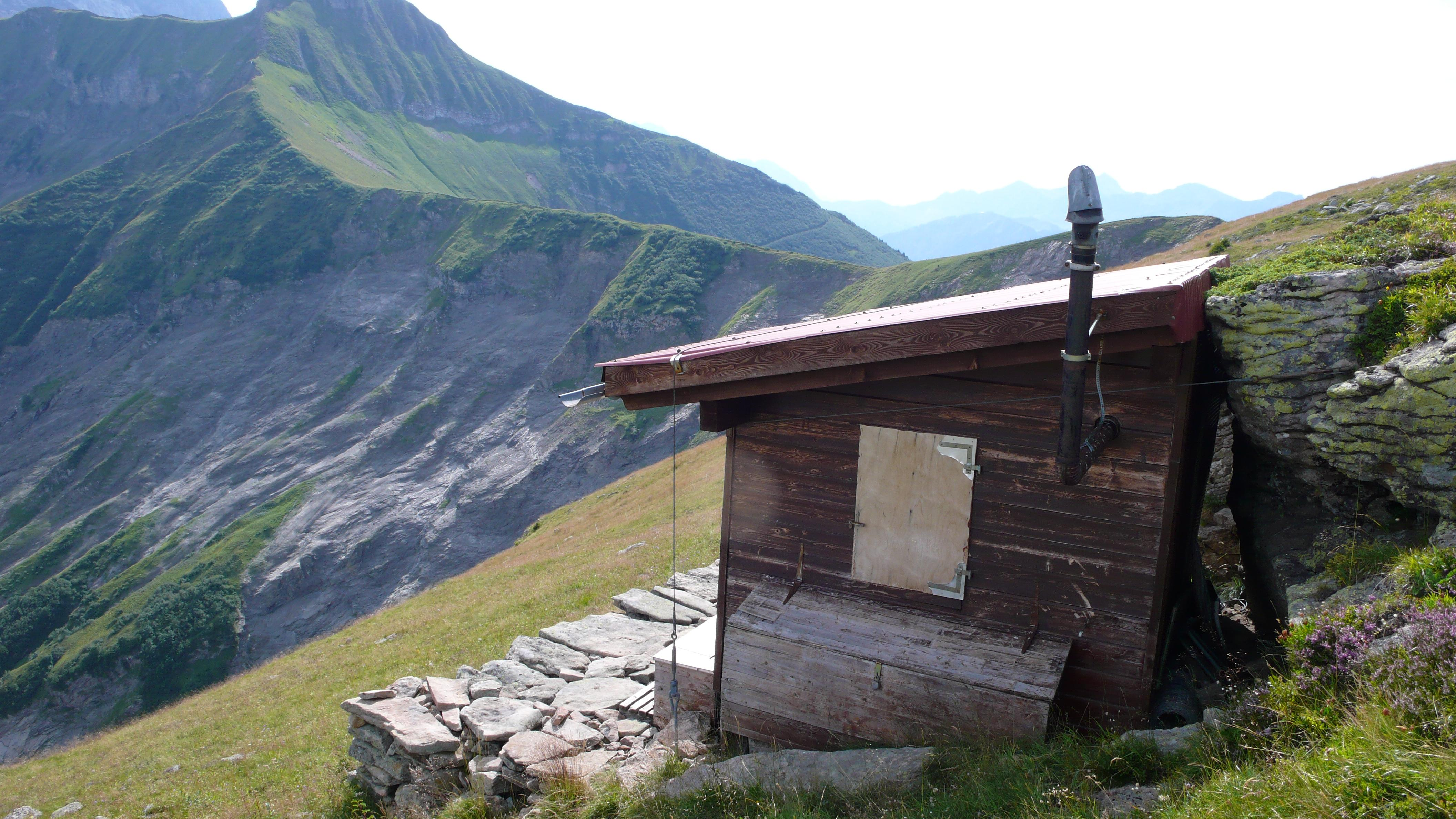
Refuge de Valerette (2009)